# Khiry Shelton
Khiry Shelton, né le 26 juin 1993 à Fort Carson au Colorado, est un joueur de soccer américain. Il évolue actuellement au poste d'attaquant avec le Sporting de Kansas City en MLS.

## Biographie
Shelton est repêché en deuxième choix par le New York City FC lors de la MLS SuperDraft 2015, en vue de sa saison inaugurale en MLS.